# لامونا لوئالوئا
لامونا لوئالوئا (فرانسوی: Lomana LuaLua‎؛ زادهٔ ۲۸ دسامبر ۱۹۸۰) بازیکن فوتبال اهل جمهوری دموکراتیک کنگو است.
از باشگاه‌هایی که در آن بازی کرده‌است می‌توان به باشگاه فوتبال المپیاکوس، باشگاه فوتبال کولچستر یونایتد، باشگاه فوتبال پورتسموث، باشگاه فوتبال کاردمیر قره‌بوک‌اسپور، باشگاه فوتبال اومانیا، باشگاه فوتبال چای‌کار ریزه‌اسپور، باشگاه فوتبال نیوکاسل یونایتد، باشگاه ورزشی العربی قطر، باشگاه فوتبال بلکپول، و باشگاه فوتبال بلدیه‌اسپور آق‌حصار اشاره کرد.
وی همچنین در تیم ملی فوتبال جمهوری کنگو بازی کرده‌است.